# 新書館
株式会社新書館為日本的出版社之一。1961年6月14日設立。

## 雜誌
- Clara
- TuTu（休刊）
- Croise
- Dear+
- Wings

## 旗下漫畫家
- 津田美樹代
- 佐久間智代
- 新田祐克
- 碧也緋紅
- 成島由利
- 川添真理子
- くさなぎ俊祈
- 西炯子
- 高橋冴未
- 片山愁
- 押上美猫
- あとり硅子（已往生）
- 篠原烏童
- 那州雪繪（原本作品集中於白泉社）
- 河合千草

## 外部連結
- （日語）新書館
- （日語）webwings （页面存档备份，存于）（提供免費閱覽第1話與最新話）